# Várhidi Pál
Várhidi Pál, Vinkovits (Újpest, 1931. november 6. – Budapest, 2015. november 12.) magyar válogatott labdarúgó (hátvéd), edző, Várhidi Péter édesapja.

## Pályafutása

### Játékosként
1942-ben kezdett el futballozni az ÚTSE csapatánál, majd 1946 és 1949 között a Wolfner együttesében szerepelt. 1949-ben igazolt az Újpesthez (később Újpesti Dózsa), ahol hamar a kezdőcsapatba került, elsősorban középhátvéd, illetve balhátvéd poszton játszott. Legnagyobb sikerét is itt érte el, amikor 1960-ban a csapat megnyerte a magyar bajnokságot.
1954-ben a Románia elleni 5:1-re megnyert mérkőzésen mutatkozott be a magyar labdarúgó-válogatottban. Tagja volt az 1954-es svájci világbajnokságon ezüstérmet szerző válogatott keretének. 1957-ig összesen tíz alkalommal szerepelt a válogatottban. Az 1960-as római olimpián bronzérmet szerző csapat tagja volt. 1965-ben vonult vissza az aktív játéktól.

### Edzőként
1966-ban kezdett el edzősködni, először a Vác csapatánál, majd 1968 és 1969 között a BEAC vezetőedzője volt. 1970-ben visszatért az Újpesthez, amelynek tartalékcsapatát vezette. Szakedzői diplomáját eközben szerezte meg 1972-ben a Testnevelési Főiskolán. 1973-ban nevezték ki az Újpesti Dózsa vezetőedzőjévé. Edzői sikerei is az Újpesthez kötik, mivel Várhidi 1980-ig tartó vezetőedzői időszaka alatt a csapat négy bajnoki címet nyert. Utána 1981-től három évig Gödön edzősködött, majd 1985 és 1986 között Kuvaitban dolgozik. 1987-ben visszatért a Gödhöz, majd 1990 és 1995 között az Elektromos edzéseit irányította. Ezután vonult nyugdíjba.

## Sikerei, díjai
- A Magyar Népköztársaság kiváló sportolója (1951)[4]
- A Magyar Népköztársaság Érdemes Sportolója (1955)[5]
- A Magyar Köztársasági Érdemrend tisztikeresztje (1993)[6]
- Újpest díszpolgára (2009)
- Pro Urbe Budapest-díj (2012)

## Családja
Nős volt, házasságából egy fiúgyermeke született. Fia Várhidi Péter labdarúgó, edző, aki egy időben a magyar labdarúgó-válogatott szövetségi kapitánya volt.

## Statisztika

### Mérkőzései a válogatottban

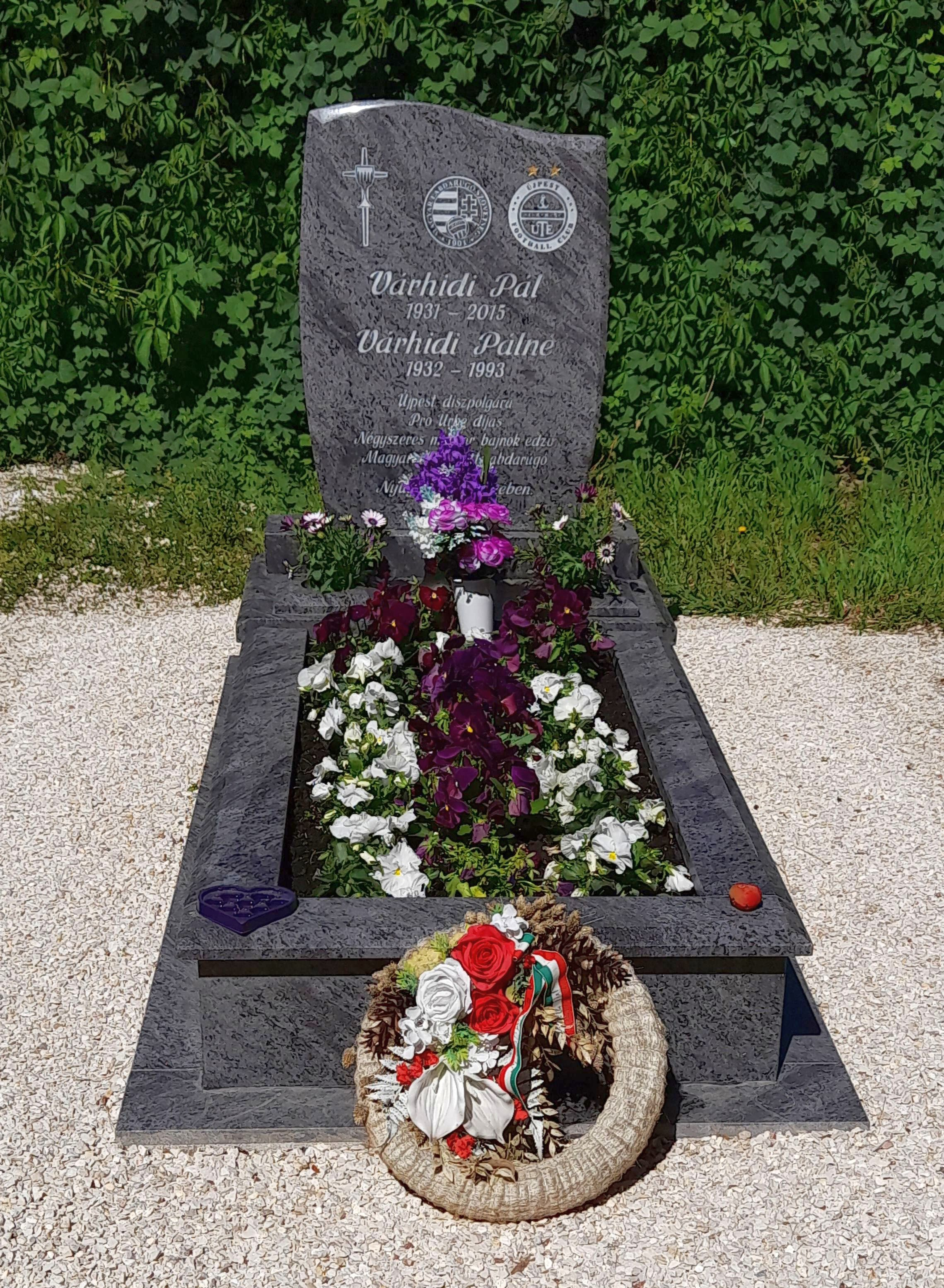
Sírja a Megyeri temetőben, 2024

| Magyarország | Magyarország         | Magyarország               | Magyarország | Magyarország | Magyarország  | Magyarország        | Magyarország | Magyarország |
| #            | Dátum                | Helyszín                   | Hazai        | Eredmény     | Vendég        | Kiírás              | Gólok        | Esemény      |
| ------------ | -------------------- | -------------------------- | ------------ | ------------ | ------------- | ------------------- | ------------ | ------------ |
| 1.           | 1954. szeptember 19. | Budapest, Népstadion       | Magyarország | 5 – 1        | Románia       | barátságos          | -            | 80'          |
| 2.           | 1954. szeptember 26. | Moszkva, Dinamo-stadion    | Szovjetunió  | 1 – 1        | Magyarország  | barátságos          | -            | 21'          |
| 3.           | 1955. május 8.       | Oslo, Ullevaal Stadion     | Norvégia     | 0 – 5        | Magyarország  | barátságos          | -            |              |
| 4.           | 1955. május 15.      | Koppenhága, Boldklub-pálya | Dánia        | 0 – 6        | Magyarország  | barátságos          | -            |              |
| 5.           | 1955. május 19.      | Helsinki, Olimpiai Stadion | Finnország   | 1 – 9        | Magyarország  | barátságos          | -            |              |
| 6.           | 1955. május 29.      | Budapest, Népstadion       | Magyarország | 3 – 1        | Skócia        | barátságos          | -            |              |
| 7.           | 1955. szeptember 17. | Lausanne, Olimpiai Stadion | Svájc        | 4 – 5        | Magyarország  | Európa-kupa         | -            |              |
| 8.           | 1955. november 13.   | Budapest, Népstadion       | Magyarország | 4 – 2        | Svédország    | barátságos          | -            | 46'          |
| 9.           | 1957. június 16.     | Stockholm, Råsunda Stadion | Svédország   | 0 – 0        | Magyarország  | barátságos          | -            |              |
| 10.          | 1957. június 23.     | Budapest, Népstadion       | Magyarország | 4 – 1        | Bulgária      | vb-selejtező        | -            |              |
|              | 1960. augusztus 26.  | L’Aquila (ITA)             | Magyarország | 2 – 1        | India         | olimpiai D csoport  | -            |              |
|              | 1960. augusztus 29.  | Nápoly (ITA)               | Magyarország | 6 – 2        | Peru          | olimpiai D csoport  | -            |              |
|              | 1960. szeptember 1.  | Róma (ITA)                 | Magyarország | 7 – 0        | Franciaország | olimpiai D csoport  | -            |              |
|              | 1960. szeptember 6.  | Róma (ITA)                 | Dánia        | 2 – 0        | Magyarország  | olimpiai elődöntő   | -            |              |
|              | 1960. szeptember 9.  | Róma                       | Olaszország  | 1 – 2        | Magyarország  | olimpiai 3. helyért | -            |              |
|              | Összesen             |                            |              | 10           | mérkőzés      |                     | 0            | gól          |